# Contea di Santa Catarina
La contea di Santa Catarina (Santa Katarina in creolo capoverdiano) è una contea di Capo Verde con 43 297 abitanti al censimento del 2010.
È situata sull'isola principale di Santiago, appartenente al gruppo delle Sotavento. Il suo capoluogo è Assomada.

## Geografia antropica

### Suddivisioni amministrative
La contea comprende un'unica parrocchia omonima. L'odierna contea di São Salvador do Mundo è stata una parrocchia di Santa Catarina fino al 2005.